# Kostanjevica na Krki
Kostanjevica na Krki (em alemão:   Landstraß) é um município da Eslovênia. A sede do município fica na localidade de mesmo nome.